# Hermann Hahn (Fußballspieler, 1907)
Hermann Hahn (* 5. August 1907; † 9. Juli 1977 in Stuttgart) war ein deutscher Fußballspieler. Er war der Onkel von Rolf Blessing.
Hahn spielte auf der Position des linken Läufers. Er begann seine Karriere bei den Sportfreunden Stuttgart. 1930 wechselte Hahn zum VfB Stuttgart. Dort wurde er mehrmals württembergischer Gaumeister. 1935 wurde Hahn mit dem VfB Deutscher Vizemeister.